# ITV倫敦
ITV倫敦（ITV London）是英國獨立電視網在倫敦地區提供的電視服務的名稱。獨立電視公司在倫敦地區擁有2個第3頻道播出特許權，系繼承自卡爾頓電視（禮拜一至禮拜五午後5:14）和倫敦週末電視（禮拜五午後5:15之後及週末）。兩者自1993年開始就共建倫敦新聞網，共同製作新聞節目。ITV倫敦成立於2002年10月28日，以統合之前卡爾頓（Carlton）和倫敦週末電視（LWT）這兩個電視品牌。雖然在法律上這兩個特許權仍然獨立，然而在播出上兩個品牌已經統一在一個平台上。ITV倫敦的總部曾位於倫敦泰晤士河南岸的倫敦攝影棚，這也是LWT之前的總部建築。

## 外部連結
- itv.com上《ITV News London 》的資料